# Майоровка (Омская область)
Майоровка — деревня в Горьковском районе Омской области. Располагалась на территории Суховского сельского поселения. Упразднена в 1960-е годы.

## История
Основана в 1905 году немецкими переселенцами Самарской губернии. В 1928 г. посёлок Майоровский состоял из 37 хозяйств, основное население — немцы. В составе Демьяновского сельсовета Бородинского района Омского округа Сибирского края.

## Население
Динамика численности населения по годам:
| 1918 | 1920 | 1926 | 1930 |
| ---- | ---- | ---- | ---- |
| 190  | 206  | 201  | 147  |